# 광검출기

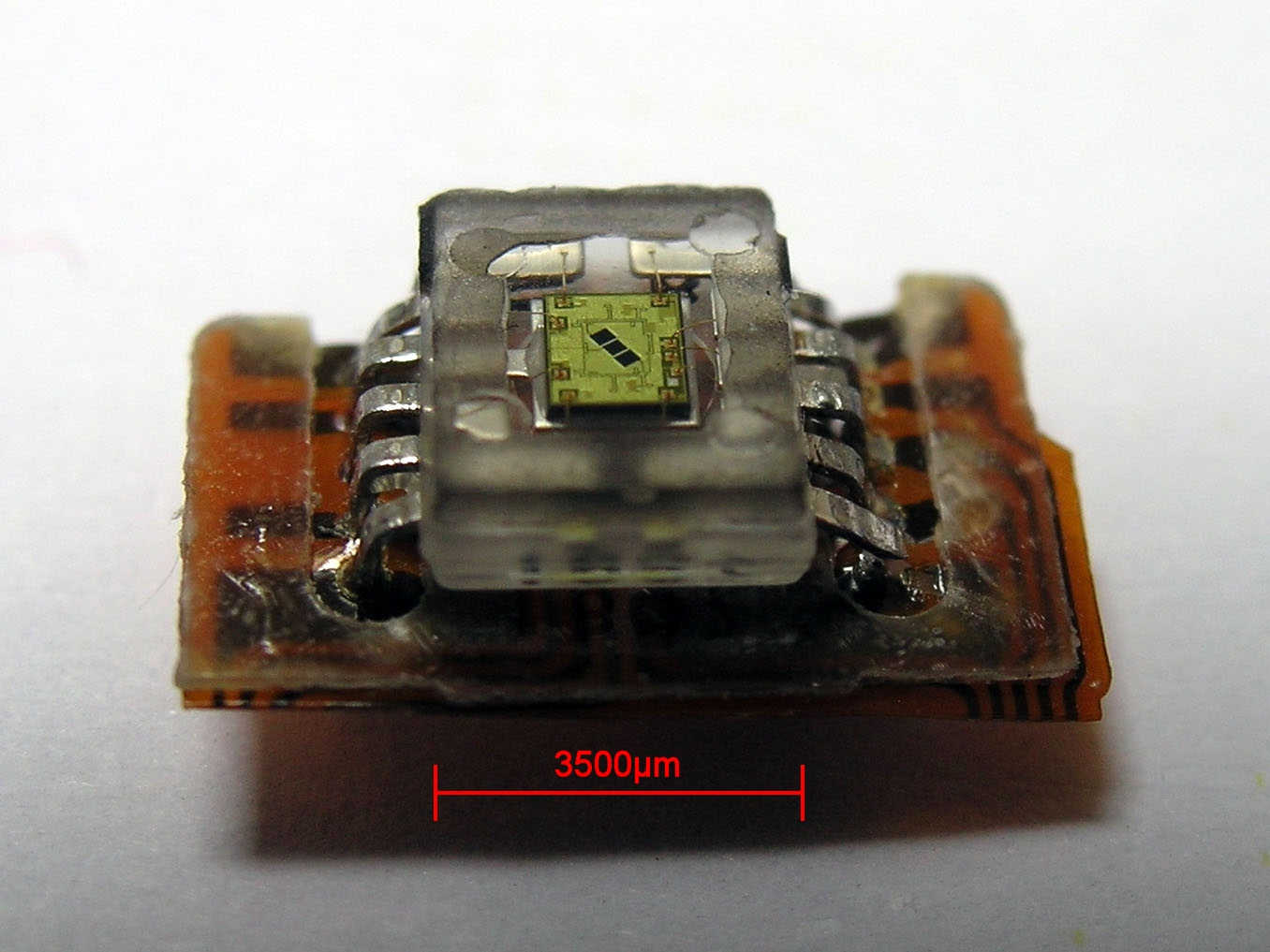
CD-ROM 드라이브에서 꺼낸 광검출기. 이 광검출기에는 사진 가운데에서 볼 수 있듯이 3개의 광다이오드가 들어있다.

광검출기, 포토디텍터(photodetectors), 포토센서(photosensors)는 빛이나 기타 전자기파의 감지기이다. 광검출기는 광자를 전류로 변환하는 PN 접합을 갖추고 있다. 흡수된 광자는 결핍 영역에 전자 정공 쌍을 만든다. 광다이오드와 광검출기는 광검출기의 예이다. 태양 전지는 흡수된 빛 에너지 중 일부를 전기 에너지로 변환한다.

## 같이 보기
- 센서 목록
- 광전자 공학